# Paulinho Moccelin
Paulo Roberto Moccelin, mais conhecido como Paulinho Moccelin (Guaporé, 16 de março de 1994), é um futebolista brasileiro que atua como ponta-direita. Atualmente joga no Brusque.

## Carreira

### Juventude
Nascido em Guaporé, iniciou a sua carreira nas categorias de base do Juventude, cujo em 2012 se tornou jogador profissional.

### Grêmio
Porém, jogou pouco no Juventude e no início de 2013, foi transferido para o Grêmio em um pacote de contratações que ainda contava com Alex Telles, Bressan, Ramiro e Jakson Follmann. Sua primeira partida e primeiro gol registrados aconteceram em 20 de janeiro, quando sua equipe venceu o Esportivo fora de casa por 2 a 0, pelo Campeonato Gaúcho.
No total da sua primeira passagem, fez 16 partidas e marcou dois gols.

### Fortaleza
Pouco aproveitado no Grêmio, Paulinho foi emprestado ao Fortaleza em 14 de março de 2014. Fez sua primeira partida pelo tricolor cearense em 23 de março, quando sua equipe venceu o Guarany de Sobral em casa por 3 a 1, pelo Campeonato Cearense. Seu primeiro gol aconteceu em 27 de março, quando sua equipe venceu o Horizonte em casa por 3 a 2.
No total, fez cinco partidas e marcou um gol. Entretanto, não estava bem no clube e acabou sendo devolvido ao Grêmio dois meses depois.

### Londrina
Em 3 de junho de 2014, Paulinho foi novamente emprestado, desta vez para o Londrina. Estreou no dia 31 de julho, começando como titular em uma vitória por 2 a 1 em casa sobre o Santos, pela Copa do Brasil. Já seu primeiro gol pelo Londrina aconteceu em 14 de setembro, durante um empate fora de casa por 1 a 1 com o Metropolitano, pela Série D.
Paulinho ajudou o clube a subir na Série D de 2014, terminando sua primeira passagem pelo Londrina com 11 partidas e dois gols marcados.

### Segunda passagem pelo Grêmio
Em 2015 o atacante retornou ao Grêmio. No entanto, atuou em apenas um jogo pelo clube, no dia 11 de fevereiro, saindo do banco numa derrota por 1 a 0 em casa contra o Brasil de Pelotas, pelo Campeonato Gaúcho.

### Segunda passagem pelo Londrina
Após um retorno apagado no Grêmio, Paulinho retornou ao Londrina em 2015, mais uma vez por empréstimo. Sua reestreia aconteceu em 14 de março, começando como titular em um empate por 0 a 0 com o Paraná, pelo Campeonato Paranaense. Marcou um gol no dia 12 de abril, na vitória em casa por 1 a 0 contra o Coritiba, sendo seu único gol na sua segunda passagem.
No total, fez apenas nove jogos (todos como titular) e marcou um gol.

### Coritiba
Em 20 de maio de 2015 foi anunciado como novo reforço do Coritiba, chegando por empréstimo até o final da temporada. Estreou no dia 24 de maio, quando entrou como substituto de Thiago Galhardo em uma derrota por 1 a 0 contra o Sport, pela pela Série A de 2015. Marcou seu primeiro gol pelo Coxa no dia 30 de maio, o único da derrota em casa por 2 a 1 para o Avaí.
No total, Paulinho atuou em 10 partidas e marcou apenas um gol.

### Terceira passagem pelo Londrina
Em 8 de janeiro de 2016, Paulinho retornou mais uma vez ao Londrina por empréstimo até o fim do ano, sendo a sua terceira passagem pelo clube paranaense. Sua reestreia aconteceu no dia 31 de janeiro, quando entrou de substituto em uma vitória por 2 a 0 contra o PSTC, pelo Campeonato Paranaense de 2016.
Neste mesmo ano, Paulinho passou a usar o sobrenome Moccelin, por causa da presença do lateral-esquerdo Paulinho no elenco. O atacante disputou 31 jogos, sendo 13 pelo Campeonato Paranaense, dois jogos pela Copa do Brasil e outros 16 jogos na Série B. Desta vez ele passou em branco, sem nenhum gol marcado.

### Cuiabá
Em 11 de agosto de 2016, rescindiu com o Londrina para assinar um contrato de empréstimo com o Cuiabá. Sua primeira partida com o clube mato-grossense aconteceu em 21 de agosto, quando sua equipe empatou fora de casa com o Salgueiro por 2 a 2, pela Série C.
Teve um desempenho muito apagado no Cuiabá, onde fez apenas cinco partidas e não marcou nenhum gol.

### Tubarão
Em 2017 o Tubarão contratou Paulinho Moccelin em definitivo, sendo uma das 17 contratações da equipe no ano. Sua estreia na equipe catarinense aconteceu em 29 de janeiro, quando sua equipe empatou fora de casa com o Metropolitano, pelo Campeonato Catarinense. Após ficar desde 2015 sem marcar gols, no dia 29 de março marcou o sexto gol da goleada em casa por 6 a 0 sobre a Inter de Lages.
No total, disputou 11 partidas e marcou apenas um gol.

### São José-RS
Em 2017, após uma rápida passagem no Atlético Tubarão para a disputa do Campeonato Catarinense, Paulinho foi anunciado pelo São José. Sua estreia aconteceu em 22 de julho, quando sua equipe empatou em casa por 0 a 0 contra o São Bernardo, pela Série D.
Pelo São José, atuou em apenas três partidas e maioria no banco de reservas, além de ter participado da equipe que foi campeã da Copa FGF.

### Maringá
Em 6 de fevereiro de 2017, foi anunciada a contratação de Paulinho Moccelin ao Maringá, por um contrato de empréstimo até o fim do Campeonato Paranaense de 2018. Sua primeira partida com o clube aconteceu em 20 de janeiro, quando sua equipe foi derrotada fora de casa para o Atlético Paranaense por um placar de 2 a 1.
No total, atuou em 20 partidas e não marcou nenhum gol.

### Quarta passagem pelo Londrina
Em 26 de junho de 2018, foi anunciado que Paulinho Moccelin acertou a sua transferência ao Londrina em definitivo, sendo essa sua quarta passagem pelo clube. Sua primeira partida após mais um retorno ao clube paranaense aconteceu em 5 de julho, quando sua equipe empatou fora de casa por 1 a 1 com o Vila Nova, aonde também na mesma partida marcou um gol, pela Série B.
Na sua quarta passagem pelo Londrina, Paulinho Moccelin fez 21 partidas e marcou dois gols.

### Grêmio Novorizontino
Em 19 de novembro de 2019, foi anunciado que Paulinho seria emprestado ao Grêmio Novorizontino por um curto prazo; a ideia da diretoria do Londrina era utilizar alguns jogadores da base e outros nomes do atual elenco que não tiveram muita oportunidade durante a Série B do Brasileiro. Fez sua primeira partida pelo clube do interior paulista em 21 de janeiro, quando sua equipe venceu por 1 a 0 sobre o Ituano, pelo Campeonato Paulista.
Revezando entre a titularidade e o banco, Paulinho atuou em sete partidas e marcou nenhum gol pelo Grêmio Novorizontino.

### Quinta passagem pelo Londrina
Em 4 de abril de 2019, após a disputa do Campeonato Paulista, o atacante retornou ao Londrina. Seu quarto retorno ao clube aconteceu em 18 de abril, quando sua equipe foi derrotada fora de casa por 4 a 0 para o Bahia, onde conseguiu ser expulso na mesma partida, pela Copa do Brasil. Seu primeiro gol na quinta passagem aconteceu em 6 de agosto, quando sua equipe foi derrotada fora de casa por 4 a 3 contra o América Mineiro, pela Série B.
Na sua quinta passagem pelo Londrina, disputou 24 partidas e marcou apenas dois gols.

### Chapecoense
Em 31 de janeiro de 2020, foi anunciado o empréstimo de Paulinho Moccelin à Chapecoense até o final do Campeonato Catarinense. Sua estreia aconteceu em 9 de fevereiro, quando entrou como substituto em uma derrota fora de casa para o Marcílio Dias por 1 a 0, aonde também conseguiu ser expulso. Seu primeiro gol aconteceu em 15 de março, quando sua equipe venceu fora de casa por 3 a 1 sobre o Tubarão.
Ganhando confiança da equipe, o atacante Paulinho Moccelin caiu nas graças da torcida da Chapecoense, além de ganhar a titularidade absoluta após revezar da titularidade ao banco de reservas. Devido à paralisação do Campeonato Catarinense por conta da pandemia do novo coronavírus, seu contrato de empréstimo que era previsto para acabar no fim do campeonato, foi renovado em 19 de junho até janeiro de 2021.
Em 4 de janeiro de 2021, o jogador causou uma polêmica após participar de uma festa sem usar máscara, o vídeo circulou nas redes sociais desde então. Mesmo de folga, a recomendação do clube era para os jogadores seguirem o protocolo de uso de máscara e álcool gel, além de evitar a exposição por conta da COVID-19. Fato esse que custou o seu afastamento temporário das atividades da Chapecoense, sendo que após testar negativo para a doença foi reintegrado dias depois.

### Sport
Emprestado pelo Londrina, foi anunciado pelo Sport no dia 17 de maio de 2021. Estreou no dia 30 de maio, contra o Internacional, e foi titular no empate em 2 a 2 pela primeira rodada da Série A.

## Títulos
Juventude
- Copa FGF: 2012

Londrina
- Campeonato do Interior Paranaense: 2016

São José-RS
- Copa FGF: 2017

Chapecoense
- Campeonato Catarinense: 2020
- Campeonato Brasileiro - Série B: 2020